# Heteranthera reniformis
Heteranthera reniformis är en vattenhyacintväxtart som beskrevs av Hipólito Ruiz López och Pav.. Heteranthera reniformis ingår i släktet Heteranthera och familjen vattenhyacintväxter. Inga underarter finns listade.

## Bildgalleri

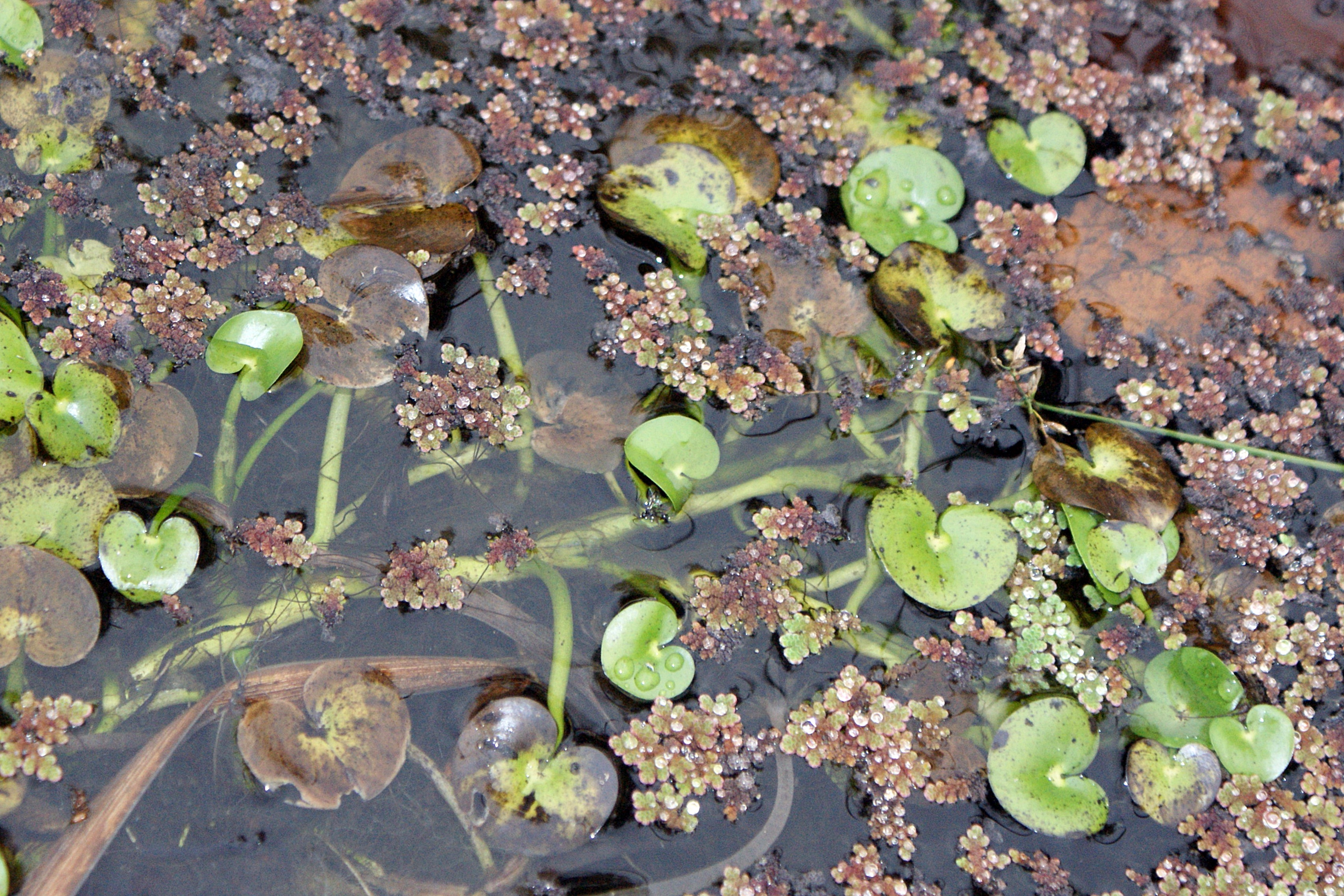